# 因弗內斯 (布洛克縣)
因弗內斯（英語：Inverness）是一個位於美國阿拉巴馬州布洛克縣的非建制地區。該地的面積和人口皆未知。

## 地理
因弗內斯的座標為32°00′54″N 85°44′46″W / 32.015000°N 85.746111°W，而該地最高點為海拔高度130米（即427英尺）。